# Jan Madsen
Jan Madsen (9 gennaio 1965) è un ex calciatore norvegese, di ruolo difensore.

## Carriera

### Club
Madsen giocò nello Strømsgodset dal 1983 al 1984, totalizzando 48 presenze ufficiali e 19 reti. Passò successivamente al Bryne, formazione per cui esordì nella 1. divisjon in data 27 aprile 1985, quando fu titolare nel pareggio per 1-1 contro il Lillestrøm. Il 9 giugno successivo, arrivò la prima rete: fu autore di un gol nel successo per 4-0 sul Molde. In squadra, vinse la Coppa di Norvegia 1987. Nel 1989 si trasferì al Moss, debuttando in squadra il 30 aprile, in occasione della vittoria per 0-1 in casa dello Start.

### Nazionale
Madsen giocò una partita per la Norvegia. Il 26 aprile 1988, infatti, giocò nel pareggio a reti inviolate contro la Svezia.

## Palmarès

### Club

#### Competizioni nazionali
- Coppa di Norvegia: 1

Bryne: 1987